# 本間さおり
本間 さおり（ほんま さおり、1969年12月10日 - ）は、日本の女優。
東京都出身。
俳協（東京俳優生活協同組合）俳優養成所を経て、1991年、劇団「劇工房燐」に入団。
入団後すぐの本公演にて主要キャスト（Wヒロイン）に抜擢され、以後、看板女優として数多くの舞台に出演。
ヒロインを演じる事が多かったが、娘役から老婆まで、役の幅は広く、脇でも作品の要となった。
2003年には、演出作品も発表。
一方でスカパー「進め！飛行少年」などのバラエティ番組などでレギュラーとして活躍する。
2003年12月劇工房燐退団。
現在フリー。

## 舞台
- 恋愛日記 フランソワ・トリｭフｫーに捧ぐ　/竹内銃一郎　作
- ハイキング　/別役実　作
- ひまわり /竹内銃一郎　作
- 救いの猫ロリータはいま… /
- 寝室 ベッドルーム /鈴木正光
- 居間 リビングルーム /鈴木正光
- 猫ふんぢゃった /別役実　作
- にしむくさむらい /別役実　作
- 暁の使者 /小松幹生　作
- 深夜急行高知行 /小松幹生　作
- 静かな私の朝 /小松幹生　作
- 明日は船にのって /小松幹生　作
- 動機（ギイ・フォワシー・シアター） /ギイ・フォワシー
- 悲喜こもごも /北野ひろし　作
- トラブル2002 /北野ひろし　作
- 四人兄弟 /北野ひろし　作
- 頭ならびに腹 /小松幹生　作
- 海と日傘 /松田正隆　作